# Eloeophila shannoni
Eloeophila shannoni är en tvåvingeart som först beskrevs av Alexander 1921.  Eloeophila shannoni ingår i släktet Eloeophila och familjen småharkrankar. Inga underarter finns listade i Catalogue of Life.